# Ośrodek dla uchodźców w Bicske
Ośrodek dla uchodźców w Bicske – największy na Węgrzech w okresie swojego funkcjonowania otwarty ośrodek dla uchodźców zlokalizowany w Bicske. Zlikwidowany w 2016.
Przed kryzysem migracyjnym na Węgrzech funkcjonowało pięć ośrodków dla uchodźców, każdy o innym charakterze: ośrodek recepcyjny (pierwszego kontaktu) w Bekescsabie, ośrodek pobytowy w Debreczynie, ośrodek przedintegracyjny w Bicske, ośrodek dla dzieci pozbawionych opieki w Bicske (prowadzony przez organizację pozarządową Hungarian Interchurch Aid) i ośrodek dla młodszych osób dorosłych. Pierwsze trzy ośrodki były prowadzone przez administrację państwową. Były to placówki wcześniej wykorzystywane przez firmę budowlaną (Bekescsaba), wojsko (Debreczyn) i dawny hotel pracowniczy (Bicske). Łącznie we wszystkich placówkach zakwaterowanych było wówczas do 600 osób, z czego ponad 400 w ośrodku w Debreczynie.
Ośrodek zlokalizowany był na obrzeżach miasta Bicske, około 45 km od Budapesztu (mniej więcej 30 minut jazdy pociągiem). Schronisko dla uchodźców znajdowało się w tym samym miejscu, co Centrum Przedintegracyjne dla osób ze statusem uchodźców. Obiekt został zbudowany w latach 70. XX wieku dla pracowników budowlanych realizujących pobliską autostradę M1. Całość otoczona była pojedynczym ogrodzeniem z drutu. Mieszkańcy nie potrzebowali pozwolenia na opuszczanie ośrodka, jednakże małoletni bez opieki zobowiązani byli do spania w schronisku w nocy, aby zapewnić nad nimi odpowiedni nadzór i bezpieczeństwo. Ośrodek składał się z dwóch długich budynków: jeden mieścił osoby dopiero procedujące wnioski, a drugi tych, którzy zostali uznani za uchodźców i przyznano im już status. Sypialnie były wspólne dla 2-4 młodych osób dorosłych tej samej płci, natomiast łazienki i małe kuchnie były wspólne dla 5-8 osób. W każdym budynku znajdował się także salon, duży pokój do ćwiczeń z zapleczem do gry w bilard, tenisa stołowego i piłkarzyki, a także biuro dla personelu. Na miejscu istniała też hala sportowa i inne sale, np. konferencyjne i lekcyjne.
Relacje między mieszkańcami ośrodka a lokalną społecznością były bardzo ograniczone. W ośrodku nie dochodziło do integracji, o czym wspominał w 2008 Michael Lindenbauer, wiceszef UNHCR na Węgrzech. W opinii UNHCR, w żadnym z ośrodków cudzoziemcy nie mieli praktycznie żadnego kontaktu z lokalną społecznością.
We wrześniu 2015 z ośrodka uciekła grupa 64 imigrantów. Władze Węgier podjęły decyzję o zamknięciu obozu w końcu roku 2016. Mogło w nim wówczas jednocześnie przebywać pięćset osób, które ubiegały się o azyl (kryzys migracyjny). W pierwszej połowie 2016 w obozie przebywało 360 osób, ale liczba ta stopniowo malała, na co wpływ miało wejście w życie nowych zasad ochrony granic państwowych zainicjowanych przez Viktora Orbána.
Mimo spędzenia sześciu miesięcy w ośrodku w Bicske wielu uchodźców opuszczało obiekt bez wystarczającej znajomości języka węgierskiego, a także umiejętności i wiedzy na temat warunków lokalnych oraz możliwościach zatrudnienia na węgierskim rynku pracy.